# Nicolai Lilin
Nicolai Lilin, pseudonimo di Nikolaj Jur'evič Veržbickij (in russo Николай Юрьевич Вержбицкий?; Tighina, 12 febbraio 1980), è uno scrittore russo naturalizzato italiano.
Nato nell'allora RSS di Moldavia (una delle repubbliche costitutive dell'Unione Sovietica), Lilin dichiara di provenire da una famiglia di tradizioni e origini siberiane. Trasferitosi in Italia nel 2004, dove vive, lavora e si è sposato, ne ha poi acquisito la cittadinanza.

## Biografia
Lilin è il suo pseudonimo da scrittore, scelto in omaggio alla madre Lilia. Le generalità complete sono registrate all'anagrafe italiana come Nicolai Verjbitkii. Il memoir che lo ha portato alla ribalta del pubblico italiano è Educazione siberiana, uscito nel 2009 per Einaudi. Dapprima presentato come interamente autobiografico, sono poi stati sollevati dubbi sulla veridicità dei racconti, in particolare sulla effettiva esistenza della cosiddetta etnia Urka. Lilin ha replicato dichiarando che il libro era un romanzo e prendeva solo ispirazione da alcune vicende realmente vissute, ma rimaneva comunque una narrazione letteraria, non basata su fatti di cronaca.
Secondo tale narrazione, i suoi antenati sarebbero appartenuti a un popolo indigeno originario della Jacuzia. Sempre stando alla sua narrazione, la famiglia di Lilin sarebbe stata deportata dalla Siberia in Bender negli anni '30, un atto che, secondo lo storico Donald Rayfield, «sarebbe l'unica deportazione registrata di Stalin dalla Siberia all'Europa, tanto più incredibile perché Bender fu dal 1918 al 1940 in Romania». Lo zio di Lilin, Vitalij, dichiara invece che i Veržbickij erano polacchi che si sono trasferiti in Transnistria nel 19º secolo. Il registro della nobiltà russa conferma che "Veržbickij" è di origine nobiliare polacca.
Lilin si dichiara molto legato agli anziani della sua comunità, in particolare al nonno paterno Boris, l'uomo che avrebbe ispirato alcuni dei personaggi più carismatici dei suoi romanzi. Il nonno sarebbe stato membro della criminalità organizzata di stampo antico e avrebbe trasmesso allo scrittore le storie sugli Urka, una presunta casta criminale dell'epoca zarista descritta nei suoi romanzi come un popolo di ribelli. Trascorrendo molto tempo con gli anziani, avrebbe appreso dai loro insegnamenti, e poi trasfuso nei romanzi, i valori dei "criminali onesti", fuorilegge la cui azione sarebbe conforme al rispetto di un'etica, secondo un rigido codice morale con cui opporsi all'oppressione di quello che era giudicato come il potere corrotto.
Dichiara di essere stato incarcerato all'età di dodici anni per tentato omicidio. Dichiara inoltre di aver ucciso per la prima volta quando aveva 14 anni, sparando a un "trentenne zingaro" con la rivoltella di suo nonno. Sempre all'età di 14 anni, Lilin dice di aver paralizzato a vita un ragazzo che aveva pugnalato alle spalle. Nessuno di questi reati risulta alle autorità della Transnistria, secondo le quali egli avrebbe tuttavia accumulato alcuni precedenti penali per furto di piccole imbarcazioni.
Nel 2004 si trasferisce in Italia, in Piemonte tra Cuneo e Torino, a Cavallerleone, poi dal 2010 a Milano. Oltre a dedicarsi alla scrittura di romanzi, ha un laboratorio artistico a Milano, Kolima Art Studio. Ha scritto per L'Espresso, XL di Repubblica e per altre testate e collabora con diversi artisti. Progetta coltelli con la ditta Maserin e Paolo Pinna. Collabora anche con Tadpoles Tactics - USS The University of Strategic Shooting per la realizzazione di materiale didattico e informativo, con la Bcm Europearms e con ADC Armi Dallera Custom come consulente di tiro a lunga distanza.
Dopo l'inizio della guerra in Ucraina del 2022 ha attirato molte critiche per la sua posizione filorussa ed è stato spesso accusato di usare i social network e gli interventi televisivi per diffondere propaganda filorussa e fake news.

### Letteratura
Nel 2009 pubblica con Einaudi il suo romanzo d'esordio, Educazione siberiana, che racconta la crescita e la formazione del protagonista – costantemente identificato con l'autore stesso – all'interno di una comunità criminale di origine siberiana stanziata in Transnistria (regione della Moldavia autoproclamatasi indipendente nel 1990, ma con uno status non riconosciuto dalla comunità internazionale). Educazione siberiana fa guadagnare a Lilin gli elogi di Roberto Saviano, Irvine Welsh lo ha elogiato con un articolo sul Guardian e l'autore di bestseller norvegese Jo Nesbø lo ha ringraziato nel suo romanzo Pettirosso. Il libro è stato tradotto in 28 lingue e nel 2013 ha avuto una trasposizione cinematografica, con la regia di Gabriele Salvatores e la partecipazione di John Malkovich.
Nel 2010 pubblica, sempre con Einaudi, il romanzo Caduta libera, che racconta l'esperienza del protagonista – ancora una volta identificato con l'autore – nella guerra in Cecenia. Caduta libera si aggiudica il Premio Minerva per la "Letteratura di impegno Civile" e il premio La Magna Capitana di Foggia.
Nel 2011 pubblica il suo terzo romanzo Il respiro del buio (Einaudi), nel quale descrive le difficoltà che ha il suo personaggio nel reinserimento nella società una volta tornato dalla guerra in Cecenia. Nel 2012 pubblica il suo quarto romanzo, Storie sulla pelle (Einaudi), sei racconti che hanno come filo conduttore la pratica del tatuaggio e l'etica dei "criminali onesti".
Nel 2014 pubblica il suo quinto romanzo, Il serpente di Dio (Einaudi), dove racconta la storia di due giovani amici appartenenti a diverse etnie religiose. Nel 2015 pubblica il suo sesto libro, Un tappeto di boschi selvaggi (Rizzoli), un racconto del suo passato attraverso la raccolta di foto e documenti. Nel 2016 pubblica il suo settimo romanzo, Spy story love story (Einaudi), dove narra le vicende di uno spietato killer che finisce con l'innamorarsi. Nel 2017 pubblica il suo ottavo romanzo, Favole fuorilegge (Einaudi), dieci fiabe accompagnate dai disegni-tatuaggi dell'autore. Nel 2018 pubblica il suo nono romanzo, Marchio ribelle (Einaudi). Nel 2019 pubblica il suo decimo romanzo, Le leggende della tigre (Einaudi); qui le atmosfere della Siberia, care all'autore, sono ripercorse attraverso le parole di un vecchio che racconta a due viandanti quanto ha capito della vita attraverso le leggende proprie del suo popolo.
Nel 2020 pubblica la sua prima raccolta di tatuaggi Criminal Tattoos volume 1 (Il Randagio Edizioni) e il saggio Putin l'ultimo Zar (Piemme), in cui Lilin ricostruisce la vita e l'ascesa politica di Vladimir Putin. Nel novembre del 2021 dà alle stampe il suo primo libro per ragazzi, Le fiabe della terra addormentata (Mondadori Electa Junior), una raccolta di fiabe siberiane.

### Televisione
Nel 2013 conduce il programma di reportage Le regole del gioco su DMAX. Dal 12 luglio fino al 16 agosto 2013 ha condotto il programma Mankind - La storia secondo Italia 1 su Italia 1. Nel 2016 conduce la seconda stagione del programma I miei 60 giorni all'inferno, in onda su Crime + Investigation.
Nel 2017 conduce una rubrica su TGcom24, intitolata La versione di Lilin.

### Arte
Nicolai Lilin è anche conosciuto per la sua produzione artistica, in particolare disegni, opere a grafite su carta, pitture su tela e riproduzione di icone ortodosse, il tutto ispirato alla simbologia dei tatuaggi. L'artista ha esposto le sue opere, tra gli altri, alla Triennale di Milano, al Castello di Susans e al Museo del Novecento.

### Politica
Alle elezioni europee del 2024 si candida con Pace Terra Dignità, lista pacifista promossa da Michele Santoro e altre forze di sinistra. Lilin raccoglie circa 2 300 preferenze nella circoscrizione nord-occidentale, ma la lista non supera la soglia di sbarramento del 4%, fermandosi al 2,08%.

## Critiche e dubbi sull'attendibilità
L'attendibilità della biografia dello scrittore trasposta nei suoi romanzi di ispirazione autobiografica è stata messa in dubbio da diversi giornalisti e studiosi, come l'antropologo americano Michael Bobick, lo studioso britannico Donald Rayfield, lo storico russo Pavel Polian e lo scrittore russo Zachar Prilepin, soprattutto perché inizialmente i libri non sono stati presentati come opere di finzione.
A proposito delle ammissioni di Lilin sulla natura narrativa delle sue opere, lo scrittore Wu Ming 1, giudicandole tardive, ne ha così scritto: "Se lo dici dopo non ti credono più". Wu Ming 1 ha inserito i primi due libri di Lilin tra quelli che ha definito "oggetti narrativi male identificati":

### Educazione siberiana
La giornalista russa Elena Černenko della testata Kommersant ha sollevato numerosi dubbi sulla biografia dell’autore, dopo avere visitato Bender per raccogliere testimonianze di chi l'ha conosciuto da ragazzo. Queste testimonianze hanno contribuito a smontare gran parte della narrazione sul presunto popolo Urka in città e addirittura la sua stessa esistenza; inoltre Černenko fa notare che l'opera di Lilin non è mai stata tradotta in russo.
Per quanto riguarda la presunta deportazione degli Urka in Transnistria, "fino al 1940 Bender si chiamava Tighina ed era parte della Romania, per cui Stalin semplicemente non poteva deportarvi nessuno, tanto più che all’epoca la gente veniva deportata in Siberia e non dalla Siberia."
Nel 2010, Donald Rayfield, professore emerito di lingua e cultura russa e georgiana alla Queen Mary University di Londra, ha definito Educazione siberiana "a fantasist's raving" [il delirio di un vaneggiatore] e un "fake memoir".

### Caduta libera
Anche le vicende narrate nel secondo libro di Lilin sono prese in esame da Černenko:
Nel 2011, scrivendo sul quotidiano britannico The Independent, il giornalista Oliver Bullough ha fatto notare – e fatto ammettere allo stesso Lilin – che i fatti narrati in Caduta libera sono in gran parte inventati, nonostante l'edizione inglese del libro si aprisse con una nota in cui l'autore dichiarava "gli eventi qui narrati sono accaduti davvero".

### Un tappeto di boschi selvaggi
In seguito a queste disamine nel 2015 Lilin ha pubblicato il libro Un tappeto di boschi selvaggi - Il mondo in un cuore siberiano dove riporta documenti e foto inerenti all'archivio della sua famiglia per confermare la componente autobiografica delle sue opere. A proposito di quanto scritto in questo libro, il giornalista Antonio Armano, autore di un'inchiesta sui luoghi narrati da Lilin in cui smentisce molte sue affermazioni, tra le altre cose ha scritto:

### Ucraina, la vera storia
Nel 2022, Lilin pubblica il libro "Ucraina, la vera storia" per esporre la sua visione del conflitto russo-ucraino. L'opera ha ricevuto diverse critiche - dal revisionismo sull'Holodomor alla negazione dell'indipendenza ucraina - anche per voce di Adriano Sofri tramite un articolo sul quotidiano Il Foglio, secondo cui per Lilin «il regime autoritario di Putin è mille volte più democratico» rispetto al corso politico ucraino post-rivoluzione del 2014.

## Opere letterarie
- Educazione siberiana, Einaudi, Torino, 2009
- Caduta libera, Einaudi, Torino, 2010
- Il respiro del buio, Einaudi, Torino, 2011
- Storie sulla pelle, Einaudi, Torino, 2012
- Il serpente di Dio, Einaudi, Torino, 2014
- Un tappeto di boschi selvaggi, Rizzoli, Milano, 2015
- Spy story love story, Einaudi, Torino, 2016
- Favole fuorilegge, Einaudi, Torino, 2017
- Il marchio ribelle, Einaudi, Torino, 2018
- Le leggende della tigre, Einaudi, Torino, 2019
- Criminal Tattoos vol 1, Il Randagio Edizioni, Ravenna, 2019
- Putin. L'ultimo zar, Piemme Casale M.to (AL), 2020
- Le fiabe della terra addormentata, Mondadori Electa Junior, 2021
- Ucraina. La vera storia, Piemme, 2022
- La guerra e l'odio. Le radici profonde del conflitto tra Russia e Ucraina, Piemme, 2023
- Rasputin. L'angelo dell'Apocalisse, Piemme, 2024